# گوهاتو
گوهاتو (به ژاپنی: 御法度 Gohatto) که با عنوان تابو نیز شناخته می‌شود، فیلمی در ژانر درام به کارگردانی ناگیسا اوشیما است که در سال ۱۹۹۹ منتشر شد. از بازیگران آن می‌توان به ریوهی ماتسودا، تاکشی کیتانو، تادانابو آسانو، کی ساتو و تاکدا شینجی اشاره کرد.